# Călătorie spre fundul oceanului
Voyage to the Bottom of the Sea este un film SF american din 1960 regizat de Irwin Allen. În rolurile principale joacă actorii Walter Pidgeon, Joan Fontaine, Barbara Eden.

## Prezentare
Amiralul Nelson are un submarin atomic nou. Când centura de radiații Van Allen ia foc, amiralul trebuie să găsească o cale de a lupta cu căldura sau va vedea cum lumea se transformă în fum.

## Actori
- Walter Pidgeon este Admiral Harriman Nelson
- Joan Fontaine este Dr. Susan Hiller
- Barbara Eden este Lieutenant (JG) Cathy Connors
- Peter Lorre este Commodore Lucius Emery
- Robert Sterling este Captain Lee Crane
- Michael Ansara este Miguel Alvarez
- Frankie Avalon este Lieutenant (JG) Danny Romano
- Regis Toomey este Dr. Jamieson
- John Litel este Vice-Admiral B.J. Crawford
- Howard McNear este Congressman Llewellyn Parker
- Henry Daniell este Dr. Emilio Zucco
- Skip Ward este Crew Member
- Mark Slade este Seaman Jimmy 'Red' Smith
- Charles Tannen este Chief Gleason
- Del Monroe este Kowalski
- Jonathan Gilmore este Seaman Young